# Mezzo corazzato

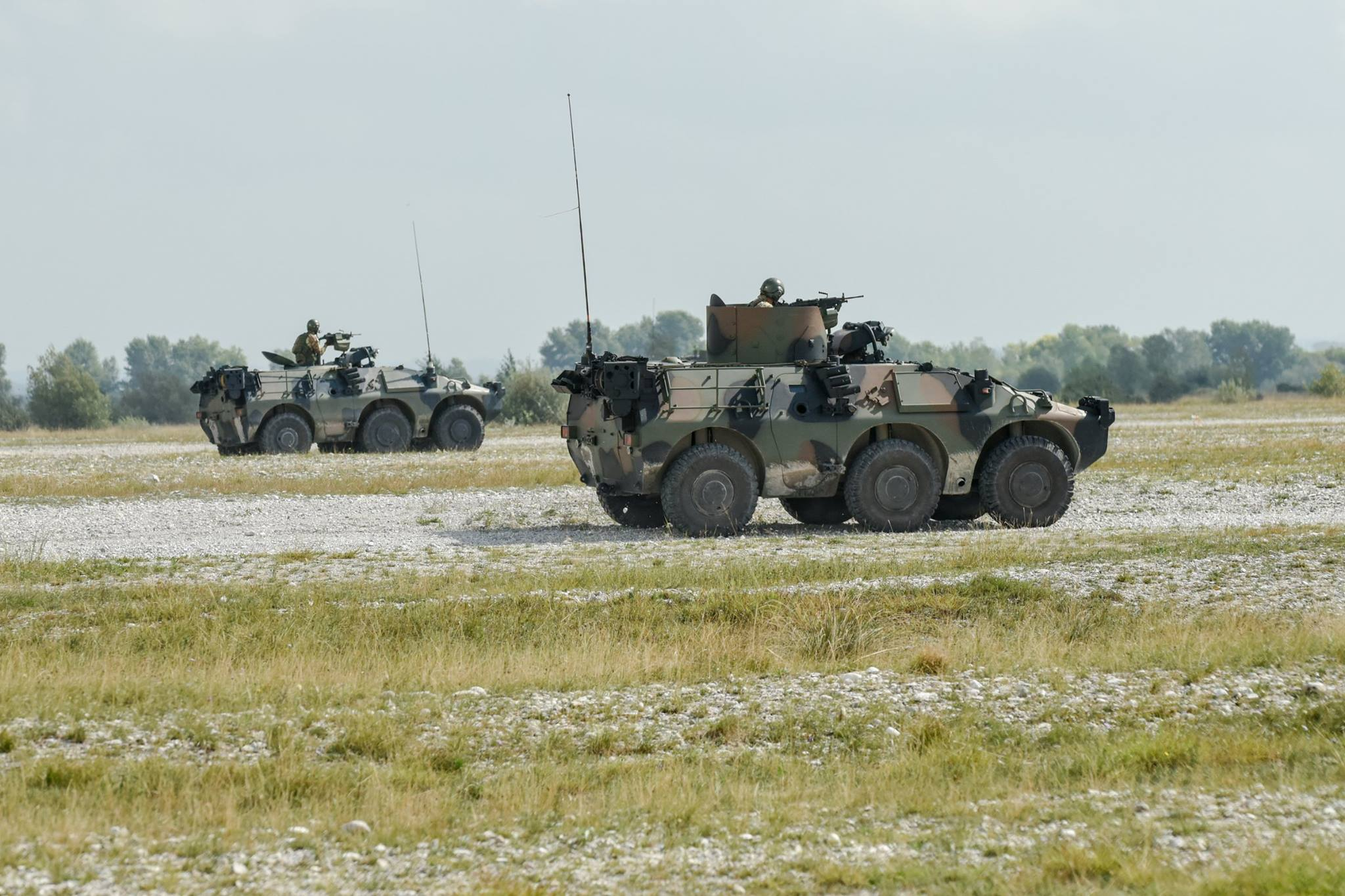
Due blindati per il trasporto truppe.

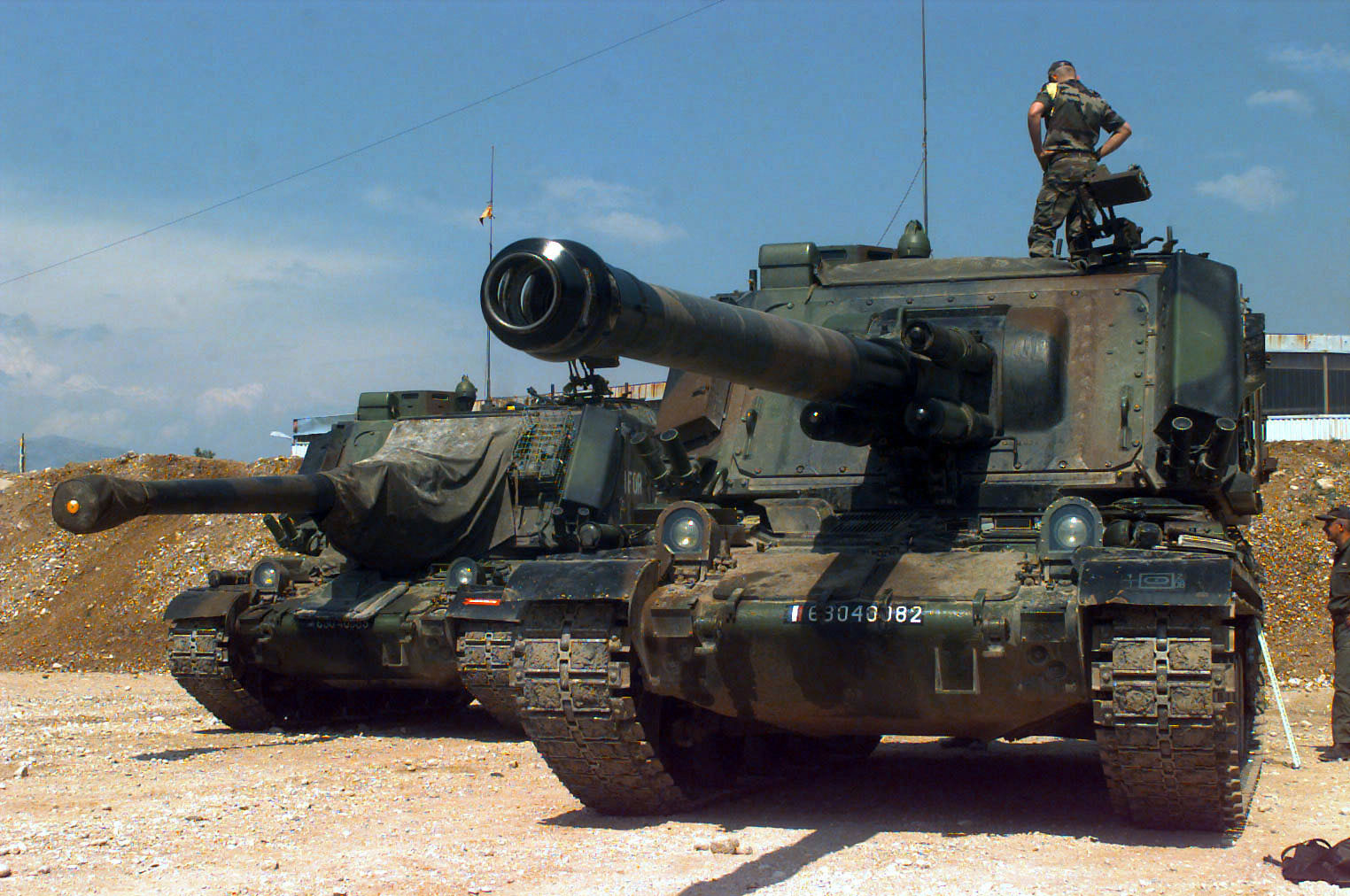
Due semoventi d'artiglieria francesi Giat 155mm GCT.

Un veicolo corazzato (in inglese: armoured vehicle) è quel mezzo militare da combattimento dotato di corazza, ovvero di blindatura, capace di resistere ad attacchi di media intensità, quali proiettili, mine, razzi, e generalmente armato con un cannone, mitragliatrici, lanciarazzi o lanciamissili.
Il mezzo corazzato per antonomasia è il carro armato, ma rientrano in questa categoria anche i veicoli di trasporto truppe (VTT/APC), i veicoli da combattimento di fanteria (VCC/IFV), i semoventi d'artiglieria e più in generale tutti gli autoblindo dotati di un certo livello di blindatura.

## Caratteristiche

### Tipi di corazza
La corazza è composta da acciaio balistico. Col passare del tempo e con lo sviluppo delle tecnologie belliche, la corazza ha subito numerosi adeguamenti delle sue caratteristiche tecniche, soprattutto con l'aggiunta di nuove stratificazioni. Ad esempio tra due strati di acciaio balistico ne è stato inserito uno di ceramica, atto a respingere il proietto infuocato della carica cava usata dai missili/razzi controcarro.
Esistono anche le corazze reattive, ovvero dotate di cariche esplosive all'esterno dei carri. Queste cariche, una volta colpite, esplodono deviando la forza del missile/razzo usato per perforare la corazza e distruggere il carro.

### Tipi di mezzi
I mezzi corazzati si suddividono principalmente in due categorie: da trasporto e da combattimento.
Esistono versioni di mezzi corazzati usati come postazione per il lancio di missili/razzi o come postazione comando/comunicazione. Nati con la prima guerra mondiale, i mezzi corazzati hanno segnato una svolta nella tecnica della guerra del secondo conflitto mondiale. I primi a capire l'importanza della truppe corazzate nel combattimento sono stati i tedeschi. La guerra lampo, che ha permesso alle potenze dell'Asse di poter invadere velocemente grandi porzioni di territorio nemico, si basava sull'abbinamento di truppe corazzate, fanteria leggera e aviazione. La superiorità dei carri tedeschi ha tenuto sotto scacco gli Alleati per i primi anni del conflitto.
Ancora oggi i mezzi corazzati ricoprono un posto fondamentale nell'impiego delle forze armate di tutto il mondo. Numerose sono i tipi di mezzi corazzati oggi esistenti.

## Nomenclatura
Di seguito un elenco di abbreviazioni e nomi di veicoli corazzati:
- AFV= Armoured Fighting Vehicle, mezzo corazzato da combattimento, termine generale per qualunque mezzo corazzato.
- AMV (veicolo)= Armored Modular Vehicle, veicolo corazzato modulare, mezzo corazzato leggero-medio che con minime modifiche può assumere vari ruoli (APC, IFV, carro comando, ambulanza, supporto ravvicinato e altri).
- APC= Armoured Personnel Carrier, veicolo trasporto truppe (da quattro a dieci), leggermente corazzato è generalmente armato di mitragliatrice inferiore a 20 mm, ruotati o cingolati.
- ARSV= Armoured Reconnaisance Fighting Vehicle, veicolo da ricognizione corazzato, praticamente un blindato.
- A(R)RV= Armoured (Repair and) Recovery Vehicle, veicolo da recupero corazzato, veicolo pesantemente corazzato, cingolato e a volte senza armi, usato per recuperare veicoli danneggiati e sotto il fuoco nemico.
- AVLB= Armoured vehicle-Launched Bridge, posa ponti corazzato, carro modificato per la posa di piccoli ponti metallici.
- Autoblindo= Armoured car, mezzo leggermente corazzato con ruote (da quattro a otto) come parti motrici, sono usati per compiti di ricognizione, o, se opportunamente attrezzati, per usi speciali, possono essere:
  - leggeri,
  - medi,
  - pesanti;
- Bulldozer corazzato= Armored bulldozer, bulldozer con blindatura della cabina e delle parti sensisibili del mezzo (quali il motore) e con l'installazione di particolari attrezzature ad uso militare.
- Carro armato= Tank, veicolo corazzato per gli usi più vari, può essere:
  - Carro armato leggero: compiti di ricognizione,
  - Carro armato medio: compiti da ricognizione, supporto, attacco, e altri,
  - Carro armato pesante: compiti di sfondamento.
  - Carro armato superpesante, pochissimi esemplari, sfondamento.
- Carro anfibio= autoblindo, APC o carro armato leggero capace di navigare in acque calme.
- Carro armato incrociatore= Carro leggero il cui compito era di entrare nelle falle della linea nemica e di creare scompiglio nelle retrovie, operavano indipendentemente.
- Carro armato per fanteria
- Carro comando= carro armato, o mezzo ruotato in genere (con o senza arma principale) che viene usato per dirigere operazioni, ha un impianto trasmissione più sviluppato e antenna più lunga.
- Carro lanciafiamme= Carro armato di qualunque tipo la cui arma principale o secondaria è un lanciafiamme.
- HACV= heavy armament combat vehicle, veicolo da combattimento ad armamento pesante, come (A)IFV ma con un cannone superiore a 75 mm e un peso a vuoto superiore a 6 tonnellate metriche.
- (A)IFV= (Armoured) Infantry Fighting Vehicle, veicolo da combattimento della fanteria, simile all'APC se non che è armato più pesantemente, con un cannone superiore a 20 mm, ruotati o cingolati.
- IMV= Infantry mobility vehicle
- ISV o ASV= Internal Security Vehicle (ISV), chiamato anche Armoured Security Vehicle
- Lanciarazzi multiplo= multiple rocket launcher (MRL) o multiple launch rocket system (MLRS)
- Veicolo trasporto truppe= Light Armoured Vehicle, veicolo leggero, generalmente per trasporto truppe, ma anche per ricognizioni, comprende APC, IFV, veicoli da ricognizione e blindati.
- MRAP= Mine-Resistant Ambush Protected, veicolo blindato anti mine.
- Carro armato da combattimento= Main Battle Tank, carro da uso di prima linea, di peso medio-alto e con arma principale abbastanza potente.
- Veicolo semicingolato= veicolo con due ruote anteriori e due cingoli al posto delle ruote posteriori, poco o per nulla corazzati, hanno compiti di trasporto o supporto.
- SPG= Self-Propelled Gun, cannone montato su scafo corazzato, generalmente in torretta fissa o direttamente nel corpo; può essere:
  - Artiglieria: grosso calibro a tiro indiretto.
  - Cacciacarri: Medio a grosso calibro, tiro diretto.
  - Cannone d'assalto: grosso calibro a tiro diretto, supporto.
  - Semovente antiaereo: grosso o piccolo calibro, tiro diretto, usabile anche contro fanteria.
  - Trattore d'artiglieria
- Tankette= veicolo "minuscolo" con corazzatura leggera senza torretta, armamento leggero, 1-2 uomini di equipaggio
- Treno corazzato
- Veicolo da ricognizione= (in inglese: reconnaissance vehicle o scout vehicle) veicolo leggero, ruotato, non cingolato, armato generalmente di mitragliatrice, corazzatura leggera, può essere leggero, medio o pesante.